# Ozyptila amkhasensis
Ozyptila amkhasensis är en spindelart som beskrevs av Benoy Krishna Tikader 1980. Ozyptila amkhasensis ingår i släktet Ozyptila och familjen krabbspindlar. Inga underarter finns listade i Catalogue of Life.